# Santa Maria de Lladurs
Santa Maria de Lladurs és l'església parroquial de Lladurs (Solsonès), que forma part de la diòcesi de Solsona.

## Descripció
Edificada al pla de Santa Maria o de Cirera, l'any 1927. És una església moderna amb tendències neoclàssiques rurals. Planta rectangular i coberta a dos vessants amb gran campanar adossat. Façana a nord-est amb porta d'arc de mig punt amb llinda de pedra. Té un gros rosetó amb vitralls al damunt. Parament de pedres diferents i morter, excepte a les cantonades i al campanar que són de pedra picada i tallades.

## Notícies històriques
L'any 1927 el bisbe Vidal i Barraquer va fer edificar la nova església, en el lloc on hi havia la capella de Santa Maria del Pla.